# Piaski (powiat wieruszowski)
Piaski – wieś w Polsce położona w województwie łódzkim, w powiecie wieruszowskim, w gminie Bolesławiec.
W latach 1975–1998 miejscowość należała administracyjnie do województwa kaliskiego.

## Zabytki
Według rejestru zabytków Narodowego Instytutu Dziedzictwa na listę zabytków wpisany jest obiekt:
- kaplica cmentarna pw. św. Małgorzaty, drewniana, 1781, nr rej.: 1129 z 12.08.1972.

## Uwaga
Ten sam zabytek przypisany jest dla miejscowości Chotynin, gdzie figuruje jako kościół pw. św. Małgorzaty, nr rej.: 979 z 30.12.1967 

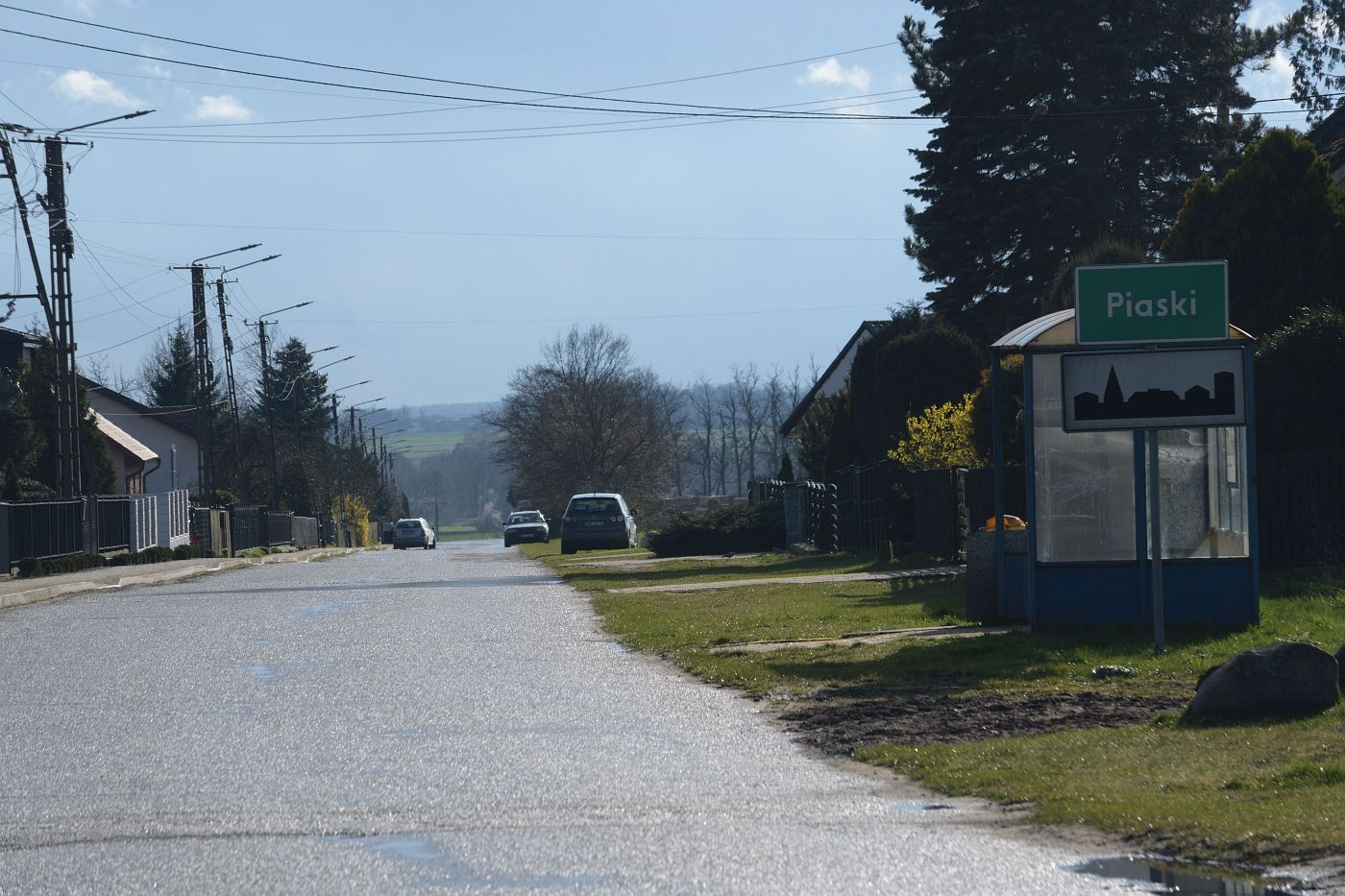
Piaski, wjazd 2024